# Die Bienenkönigin (1963)
Die Bienenkönigin (Originaltitel: Una storia moderna – l’ape regina) ist eine italienische Filmsatire von Marco Ferreri aus dem Jahre 1963. Nach drei Spielfilmen in Spanien drehte Ferreri damit erstmals einen Langfilm in seiner Heimat. Es handelt von einem Mann mittleren Alters, der von seiner jüngeren, sich ein Kind wünschenden Ehefrau völlig geschafft wird. Die Idee zu dieser Geschichte bezogen er und sein Koautor Rafael Azcona aus dem Einakter La moglie a cavallo von Goffredo Parise. Neben ihrer dem Realismus verpflichteten Darstellung des zeitgenössischen italienischen Lebens und insbesondere Mannes trägt die Filmerzählung makabre Züge. Ferreri zielte auf eine matriarchalische, monströse Weiblichkeit, für die ein Mann nach vollzogenem Fortpflanzungsakt keinen Wert mehr hat – der Titel zieht eine biologische Parallele zu Bienen, wo der männliche Drohn nach Befruchtung der Bienenkönigin nicht weiterlebt. Der Regisseur, demgemäß der weibliche Besitzinstinkt einen Mann immer zerstöre, sah darin eine Ausgeburt der katholischen Lehre und Familienmoral. Die Reduktion der Ehe auf die Vermehrungsfunktion beraubt sie jeder menschlichen Dimension. Zunächst unter dem Titel L’ape regina angelaufen, wurde die Satire von der Zensur wegen „Obszönität“ aus dem Verkehr gezogen, gekürzt, umgeschnitten, mit einer einleitenden Texttafel versehen und erst sechs Monate später mit dem Titelzusatz Una storia moderna zugelassen. Es war der erste Film Ferreris, der über ein enges cineastisches Publikum hinaus Bekanntheit erlangte – mit Einnahmen von 335 Millionen Lire war er die am fünftmeisten gesehene einheimische Produktion – brachte ihm aber auch den Ruf ein, frauenfeindlich zu sein. Das Werk wurde an den Filmfestspielen von Cannes 1963 gezeigt, wo die Jury Marina Vlady als beste Schauspielerin auszeichnete. Die Bienenkönigin markiert zudem den Beginn von Ferreris langjähriger Zusammenarbeit und Freundschaft mit Ugo Tognazzi, der 1964 den Nastro d’Argento für die beste männliche Hauptrolle erhielt.

## Handlung
Eine von Marco Ferreri gezeichnete Texttafel kündigt eine „bittere“ Ehegeschichte an, in der ein bigottes Verständnis der „festen und unverrückbaren Grundsätze der Moral und der Religion“ Unglück verursache. Alfonso, ein Mann um die vierzig, ist mit seinem Freund Riccardo Teilhaber einer gutgehenden Citroën-Vertretung in Rom. Abends sind sie oft mit jungen Frauen verabredet. Doch nun möchte der Junggeselle in den Hafen der Ehe einlaufen. Sein alter Schulfreund Pater Mariano vermittelt ihm die viel jüngere Regina, aus einer fest in der katholischen Tradition verwurzelten Familie, die mit ihrer Mutter und zwei verwitweten Tanten lebt. Während der Verlobung weist die religiös Erzogene sexuelle Annäherungen zurück und geht jungfräulich in die Ehe.
Alfonso zieht ins Haus von Reginas Familie, einen Steinwurf vom Vatikan entfernt. Nach der Heirat zeigt Regina ein starkes erotisches Verlangen und wünscht sich nachdrücklichst ein Kind, doch Alfonso erweist sich als von ihren sexuellen Ansprüchen überfordert. Er wendet sich an Pater Mariano, auf den sie hört, damit der Priester Regina überzeuge, sich zu mäßigen. Doch der Geistliche erinnert ihn unter Berufung auf Alfonso de Liguori an die heiligen ehelichen Pflichten und verschreibt ihm, sich vom Arzt zur Stärkung Hormonspritzen geben zu lassen. Als Alfonso eines Abends wieder unter dem Vorwand der Arbeit Zuflucht im Büro sucht, besucht sie ihn dort überraschend und räkelt sich verführerisch auf dem Sofa. Am Tag läuft Alfonso Freunden über den Weg, die gerade aufbrechen, um ein paar Tage ohne Ehefrauen in einem katholischen Seminar zu verbringen. Er schließt sich ihnen an. Nach einer knappen Woche greift ihn die wütende Regina auf. Auf der Fahrt nach Hause wirft sie ihm vor, alt zu sein. Er hält in einem Wäldchen und schläft mit ihr. Regina wird schwanger, was er als ein Wunder betrachtet. Sie lässt einen Vertreter kommen, mit dem Alfonso eine Lebensversicherung abschließen muss. Nun stellt sie das Kind über alles und verhält sich gegenüber ihrem Gatten immer kühler. Nach dem Tod seiner Mutter steigen sie in die Gruft hinab, in der sie bestattet wird, in der zahlreiche Mitglieder ihrer Familie bestattet sind. Angesichts so vieler Anzeichen des Todes erleidet Alfonso einen Schwächeanfall. Auf einem Landgut erholt er sich beim Hühnerrupfen, während die hochschwangere Regina in der Garage seine Büroarbeit übernimmt. Nach einer gemeinsamen Nacht erleidet er einen Herzanfall. Wieder zuhause, verbringt er seine letzten Tage im Bett. Regina lässt ihn in ein abgelegenes Zimmer verlegen, um ein Kinderzimmer zu schaffen. Als sein Sohn zur Welt kommt und getauft wird, liegt Alfonso bereits unter der Erde.

## Zeitgenössische Kritiken
Brigitte Jeremias berichtete 1963 für die Frankfurter Allgemeine Zeitung aus Cannes. Für sie ähnelte Die Bienenkönigin stilistisch Scheidung auf italienisch. Behandelt werde „ein Problem des romanischen Südens“, wo sich enthaltsam erzogene Mädchen nach der Heirat „wie ausgehungerte Löwinnen auf ihren Ehemann stürzen.“ Die Einstellung solcher Mädchen zerstöre die Ehe, was „inzwischen von den modernen Kräften der Kirche als unchristlich und abwegig erkannt worden ist.“ Der Film habe Witz, Ironie und originellen Humor und wirke „durch seine Absurdität überwältigend komisch“. Vlady spiele beinahe so gut wie der „ausgezeichnete“ Tognazzi.
Sowohl die linke Filmkritik wie der katholische film-dienst waren der Ansicht, dass Ferreris Film nicht an Scheidung auf italienisch heranreiche, allerdings aus unterschiedlichen Gründen. In Ersterer schätzte Ulrich Gregor nur den Filmbeginn mit der Zeichnung von Alfonsos Persönlichkeit sowie dessen Aufnahme in Reginas Familie. Doch verglichen mit seinen bisherigen Filmen sei Ferreri zahmer geworden. Nebst der „makabren Komik“ und „grotesker Unheimlichkeit“ verschmähe er „billigen Humor“ nicht. Der Hauptteil des Films sei unoriginell und plump, eine individuelle, private Erzählung, die es versäume, soziale Verhältnisse zu erhellen. „Schon die rein biologische Deutung, die der Titel des Films suggeriert, ist fragwürdig, weil sie keinen Raum für historische oder gesellschaftliche Determinierung läßt, sondern mit ‚Naturgesetzen‘ als Analogie arbeitet.“ Dass Alfonso untergehe, sei willkürlich konstruiert, was „dem Film auf weite Strecken das Interesse“ nehme. Ulrich Gregor wies darauf hin, dass in der in Cannes gezeigten Originalfassung Szenen zu sehen gewesen waren, „die die Komplizität der katholischen Kirche bei der Aufrechterhaltung einer tyrannischen Familienordnung aufhellten“, und die „der wiesbadener FSK-Schere zum Opfer gefallen sein“ dürften.
Der film-dienst lehnte Ferreris Film ab: „Für Italien ein Skandalon, für katholisches Empfinden schlechthin eine Herausforderung, für den Liberalismus ein komisches Ergötzen.“ Indem er die Sexualität völlig dem „Gesetz des Fruchtbarwerdens als göttlichem Auftrag und bürgerlicher Ordnung“ unterstelle, nehme der Film eine „verzerrende Sicht“ ein. „Erschwerend wirkt, wie beabsichtigt, die typisch italienische Atmosphäre rigoroser Sittlichkeit, in der die natürliche Sinnlichkeit sich leicht zur Ironisierung jedes gültigen Wertmaßes überspitzen läßt.“ Der Film erzähle mit „plumper Deutlichkeit sowie unverhohlener Aggressivität gegen die weibliche Psyche wie gegen die kirchliche Ehemoral und alles Katholische überhaupt.“ Man erkenne nur zu deutlich „bekannte Haßgefühle gegen Familie, Mutterrecht und Kirche“. Marina Vlady gestand der film-dienst zu, „sowohl vitale Verführungskraft wie später die Kühle einer Mona Lisa glaubhaft zu machen“.

## Spätere Einschätzungen
Laut dem Ferreri-Monografen Maheo (1986) erreiche Die Bienenkönigin das Niveau eines guten Dino-Risi-Films, namentlich Verliebt in scharfe Kurven (Il sorpasso) von 1962. Noch halte sich Ferreri an filmische Konventionen, die er erst in späteren Werken sprengen werde.